# Armenia all'Eurovision Song Contest
L'Armenia ha debuttato all'Eurovision Song Contest nel 2006, partecipandovi senza interruzioni fino al 2012 per poi riprendere dall'anno successivo. Non ha mai vinto la competizione e i suoi risultati migliori sono il 4º posto ottenuto nel 2008 da Sirusho con Qélé, qélé e nel 2014 da Aram Mp3 con Not Alone.
La partecipazione viene curata dall'emittente televisiva statale Hayastani hanrayin herrustaynkerut'yun (ARMTV).
La nazione ha mancato la finale in 3 occasioni (2011, 2018 e 2019) e ha utilizzato un metodo variegato per la selezione del proprio rappresentante: dal 2007 al 2011 e nel 2013 ha organizzato una generica finale nazionale, tra il 2017 e il 2018 e nel 2020 ha utilizzato il Depi Evratesil, mentre nelle rimanenti occasioni ha optato per una selezione interna.
Nel 2021, ha annunciato il ritiro dalla manifestazione citando le forti crisi governative del paese a seguito alla guerra del Nagorno Karabakh del 2020, confermando il suo ritorno per l'edizione seguente.
Dal 2022 l'Armenia partecipa nuovamente ad Eurovision Song Contest.

## Storia

### Anni 2000

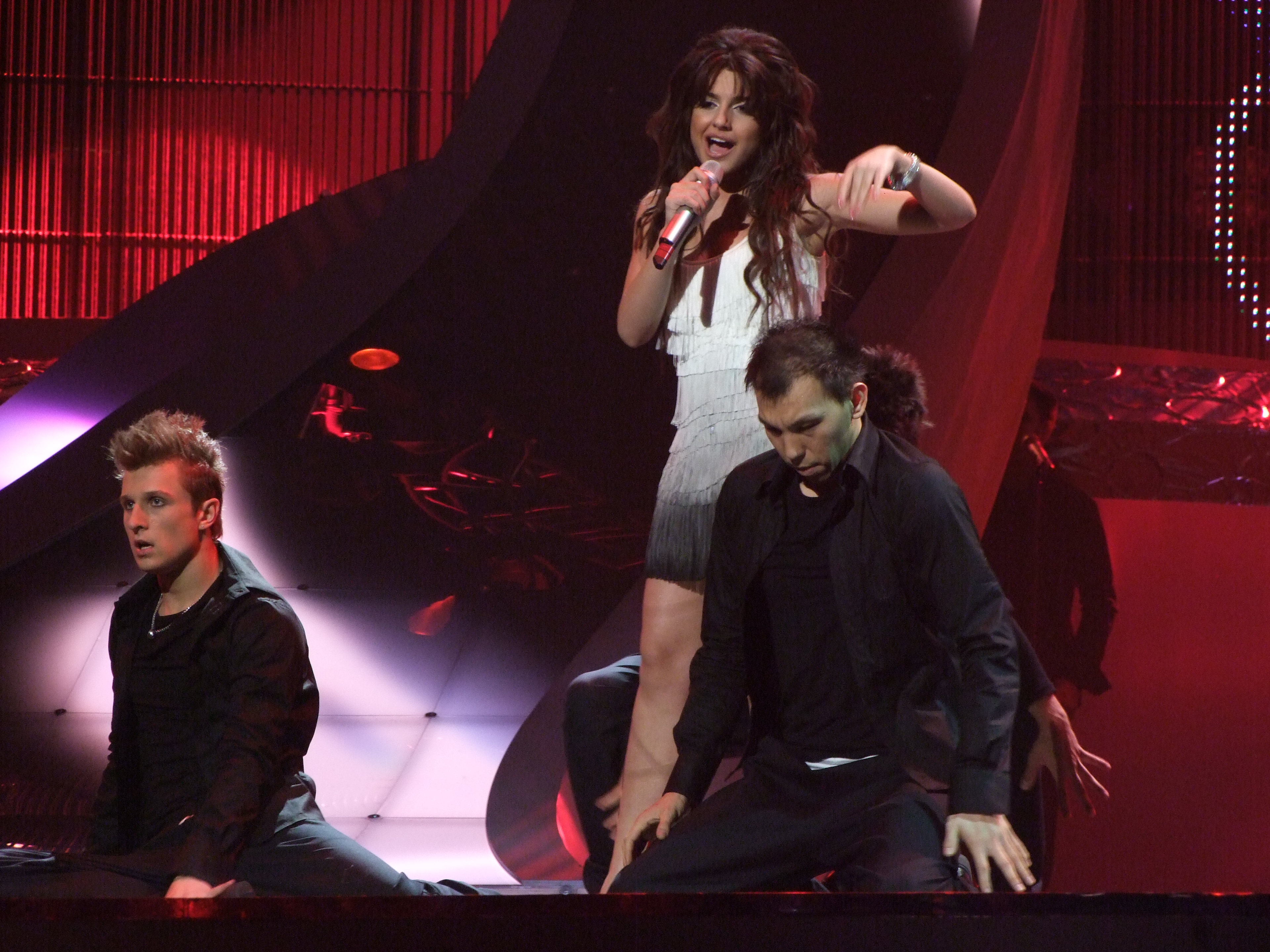
Sirusho all'Eurovision Song Contest 2008

Dopo l'ingresso delle emittenti ARMTV e ARMR nell'UER nel 2005, l'Armenia fece il debutto all'Eurovision Song Contest 2006 di Atene, in Grecia. La pertecipazione fu curata dall'emittente televisiva ARMTV, che selezionò internamente il cantante Andreï Hovnanyan, meglio noto con lo pseudonimo di André, con il brano Without Your Love. Nonostante le proteste da parte dell'Azerbaigian, poiché il cantante era originario di Step'anakert, capitale del territorio conteso dell'Artsakh, la nazione caucasica conseguì un 8º posto nella finale dell'evento. Per l'anno successivo l'emittente scelse di optare per una finale nazionale, che premiando il brano bilingue Anytime You Need, interpretato da Hayko, comportò il debutto della lingua armena all'Eurovision Song Contest. Grazie al piazzamento nella top ten dell'edizione precedente, il brano si esibì direttamente in finale, raggiungendo nuovamente l'8º posto.
Nel 2008 ARMTV scelse internamente Sirusho, organizzando una finale nazionale per selezionare il brano, che risulterà essere nuovamente bilingue. Pur dovendosi esibire nella prima semifinale dell'evento, vista l'abolizione del precedente sistema di avanzamento alla finale, il brano Qélé, qélé riuscì a qualificarsi per la finale, dove ottenne un discreto 4º posto, vincendo il premio assegnato dai fan della manifestazione nella categoria dei premi Marcel Bezençon. La nazione mantenne il suo ritmo di qualifiche anche per il 2009 e il 2010, rimanendo nella top ten della finale.

### Anni 2010
L'Eurovision Song Contest 2011 segnò la prima non-qualifica armena, che con Boom Boom di Emmy riuscì a guadagnarsi solamente il 12º posto nella prima semifinale dell'evento, pur mantenendo il diritto di voto nella finale. L'edizione del 2012 fu ospitata dalla capitale azera di Baku e nonostante un'iniziale adesione alla manifestazione, la nazione scelse di ritirarsi oltre il termine ultimo previsto adducendo come ragione la mancata garanzia di sicurezza per la delegazione armena oltre che per le crescenti tensioni in Nagorno Karabakh. Per questo ritiro tardivo, supportato da diversi artisti armeni, l'emittente dovette pagare una multa composta dalla quota di partecipazione più un ulteriore 50% e fu obbligata alla trasmissione delle tre serate dell'evento, anche se alla fine la finale fu l'unica ad esser trasmessa.
Nonostante il polemico ritiro dell'edizione precedente, la nazione tornò a partecipare nel 2013 utilizzando per l'ultima volta la finale nazionale precedentemente organizzata, che selezionò il gruppo rock Dorians, che con la sua Lonely Planet raggiungerà il 18º posto nella finale dell'evento. Dal 2014 l'emittente iniziò ad adottare un metodo di selezione interna sia per l'interprete che per il brano. Il primo ad esser selezionato così fu Aram Mp3 che a Copenaghen con la sua Not Alone riuscì a doppiare il risultato conseguito da Sirusho nel 2008, classificandosi al 4º posto in finale.

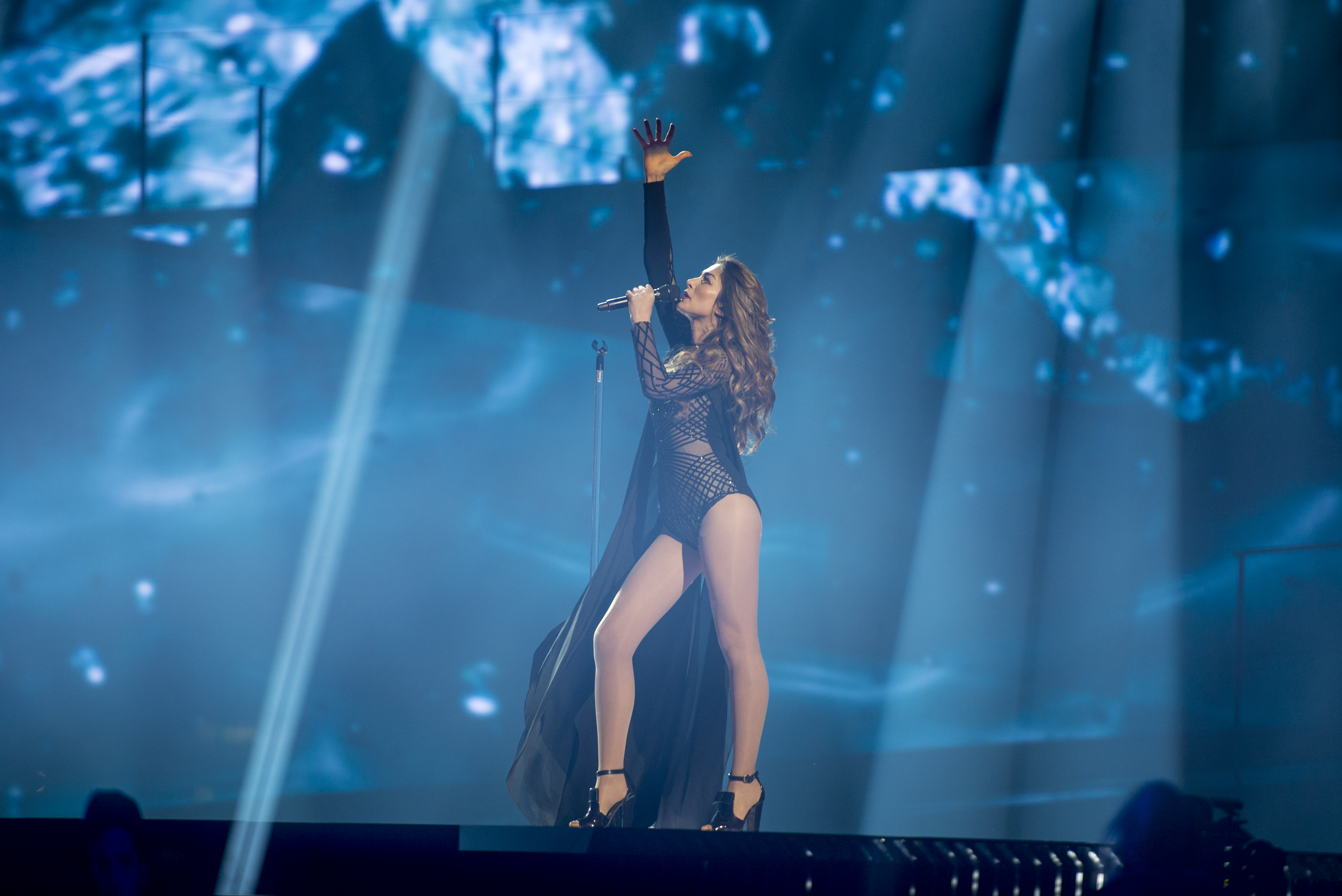
Iveta Mukuchyan all'Eurovision Song Contest 2016

Sulla scia del successo conseguito, l'emittente optò per una selezione interna anche per il 2015, scegliendo il supergruppo internazionale Genealogy, tra i cui membri era presente Inga Arshakyan. Furono tuttavia sollevate polemiche sul titolo del brano selezionato, Don't Deny, visto, in particolare da Azerbaigian e Turchia, come un chiaro richiamo al genocidio armeno, che gode di un riconoscimento internazionale limitato. Gli interpreti modificarono quindi il titolo in Face the Shadow, anche se il testo non subì cambiamenti. Il brano, nonostante le polemiche, riuscì a qualificarsi per la finale, concludendo al 16º posto. Anche per il 2016 fu mantenuta la selezione interna di entrambi, premiando la cantante Iveta Mukuchyan con la sua LoveWave. Il brano riuscì a riportare l'Armenia nella top ten, pur non mancando le polemiche riguardanti l'utilizzo della bandiera dell'Artsakh nella green room. Durante una conferenza stampa successiva la cantante difese il gesto sostenendo di voler semplicemente "attirare l'attenzione" sullo status della regione del Nagorno Karabakh.
Per l'edizione 2017 l'emittente scelse di organizzare il primo Depi Evratesil che selezionò Artsvik come rappresentante della nazione mentre il brano fu selezionato internamente da ARMTV. L'Armenia riuscì nuovamente a qualificarsi per la finale e scelse di mantenere anche nel 2018, seppur con alcuni cambiamenti nel format, il Depi Evratesil che selezionò Sevak Khanagyan con la prima canzone integralmente in armeno, Qami, che tuttavia non riuscirà a raggiungere la finale. Anche nel 2019, nonostante il ritorno alla selezione interna, la nazione si fermerà alla semifinale.

### Anni 2020
Il 2020 ha segnato il ritorno del Depi Evratesil, vinto dalla cantante greco-armena Athīna Manoukian con Chains on You. Tuttavia l'Eurovision Song Contest 2020 è stato annullato nel mese di marzo 2020 a causa della pandemia di COVID-19.

## Partecipazioni
- Primo posto
- Secondo posto
- Terzo posto
- Ultimo posto

| Anno                            | Artista          | Brano             | Lingua          | Posizione           | Posizione           | Posizione                | Posizione                |
| Anno                            | Artista          | Brano             | Lingua          | Finale              | Punti               | Semi                     | Punti                    |
| ------------------------------- | ---------------- | ----------------- | --------------- | ------------------- | ------------------- | ------------------------ | ------------------------ |
| 2006                            | André            | Without Your Love | Inglese         | 8º                  | 129                 | 6º                       | 150                      |
| 2007                            | Hayko            | Anytime You Need  | Inglese, armeno | 8º                  | 138                 | Top 10 l'anno precedente | Top 10 l'anno precedente |
| 2008                            | Sirusho          | Qélé, qélé        | Inglese, armeno | 4º                  | 199                 | 2º                       | 139                      |
| 2009                            | Inga & Anush     | Jan Jan           | Inglese, armeno | 10º                 | 92                  | 5º                       | 99                       |
| 2010                            | Eva Rivas        | Apricot Stone     | Inglese         | 7º                  | 141                 | 6º                       | 83                       |
| 2011                            | Emmy             | Boom Boom         | Inglese         | Non qualificata     | Non qualificata     | 12º                      | 54                       |
| Nessuna partecipazione nel 2012 |                  |                   |                 |                     |                     |                          |                          |
| 2013                            | Dorians          | Lonely Planet     | Inglese         | 18º                 | 41                  | 7º                       | 69                       |
| 2014                            | Aram Mp3         | Not Alone         | Inglese         | 4º                  | 174                 | 4º                       | 121                      |
| 2015                            | Genealogy        | Face the Shadow   | Inglese         | 16º                 | 34                  | 7º                       | 77                       |
| 2016                            | Iveta Mukuchyan  | LoveWave          | Inglese         | 7º                  | 249                 | 2º                       | 243                      |
| 2017                            | Artsvik          | Fly with Me       | Inglese         | 18º                 | 79                  | 7º                       | 152                      |
| 2018                            | Sevak Khanagyan  | Qami              | Armeno          | Non qualificata     | Non qualificata     | 15º                      | 79                       |
| 2019                            | Srbuk            | Walking Out       | Inglese         | Non qualificata     | Non qualificata     | 16º                      | 49                       |
| 2020                            | Athīna Manoukian | Chains on You     | Inglese         | Edizione cancellata | Edizione cancellata | Edizione cancellata      | Edizione cancellata      |
| Nessuna partecipazione nel 2021 |                  |                   |                 |                     |                     |                          |                          |
| 2022                            | Rosa Linn        | Snap              | Inglese         | 20º                 | 61                  | 5º                       | 187                      |
| 2023                            | Brunette         | Future Lover      | Inglese, armeno | 14º                 | 122                 | 6º                       | 99                       |
| 2024                            | Ladaniva         | Jako              | Armeno          | 8º                  | 183                 | 3º                       | 137                      |
| 2025                            | Parg             | Survivor          | Inglese, armeno | 20º                 | 72                  | 10º                      | 51                       |

1. ↑  Dal 2004 al 2007 le nazioni della top ten della finale (esclusi i Big Four) accedevano di diritto alla finale dell'edizione successiva
2. ↑  L'Eurovision Song Contest 2020 è stato cancellato a causa della pandemia di COVID-19 del 2019-2021

## Statistiche di voto
Fino al 2025, le statistiche di voto dell'Armenia sono state:
| # | Stato   | Punti |
| - | ------- | ----- |
| 1 | Francia | 143   |
| 2 | Russia  | 126   |
| 3 | Grecia  | 102   |
| 4 | Ucraina | 97    |
| 5 | Svezia  | 95    |

| # | Stato    | Punti |
| - | -------- | ----- |
| 1 | Georgia  | 156   |
| 2 | Francia  | 151   |
| 3 | Russia   | 91    |
| 4 | Grecia   | 87    |
| 5 | Bulgaria | 80    |

| # | Stato   | Punti |
| - | ------- | ----- |
| 1 | Russia  | 217   |
| 1 | Grecia  | 217   |
| 3 | Georgia | 181   |
| 4 | Cipro   | 150   |
| 5 | Ucraina | 148   |

| # | Stato       | Punti |
| - | ----------- | ----- |
| 1 | Georgia     | 245   |
| 2 | Francia     | 244   |
| 3 | Grecia      | 206   |
| 4 | Russia      | 187   |
| 5 | Paesi Bassi | 169   |

## Altri premi ricevuti

### Marcel Bezençon Awards
I Marcel Bezençon Awards sono stati assegnati per la prima volta durante l'Eurovision Song Contest 2002 a Tallinn, in Estonia, in onore delle migliori canzoni in competizione nella finale. Fondato da Christer Björkman (rappresentante della Svezia nell'Eurovision Song Contest del 1992 e capo della delegazione per la Svezia fino al 2021) e Richard Herrey (membro del gruppo Herreys e vincitore dalla Svezia nell'Eurovision Song Contest 1984), i premi prendono il nome del creatore del concorso, Marcel Bezençon.
I premi sono suddivisi in 3 categorie:
- Press Award: Per la miglior voce che viene votata dalla stampa durante l'evento.
- Artistic Award: Per il miglior artista, votato fino al 2009 dai vincitori delle scorse edizioni. A partire dal 2010 viene votato dai commentatori.
- Composer Award: Per la miglior composizione musicale che viene votata da una giuria di compositori.

| Anno | Categoria | Artista | Brano      | Compositore                  |
| ---- | --------- | ------- | ---------- | ---------------------------- |
| 2008 | Fan Award | Sirusho | Qélé, qélé | H.A. Der-Hovagimian, Sirusho |

## Trasmissione dell'evento
| Anno | Commentatori                        | Commentatori                        | Trasmissione         | Trasmissione         | Portavoce            |
| Anno | Semifinali                          | Finale                              | Semifinali           | Finale               | Portavoce            |
| ---- | ----------------------------------- | ----------------------------------- | -------------------- | -------------------- | -------------------- |
| 2006 | Gohar Gasparyan Felix Khachatryan   | Gohar Gasparyan Felix Khachatryan   | ARMTV                | ARMTV                | Gohar Gasparyan      |
| 2007 | Gohar Gasparyan                     | Gohar Gasparyan                     | ARMTV                | ARMTV                | Sirusho              |
| 2008 | Felix Khachatryan Hrachuhi Utmazyan | Felix Khachatryan Hrachuhi Utmazyan | ARMTV                | ARMTV                | Hrachuhi Utmazyan    |
| 2009 | Khoren Levonyan                     | Khoren Levonyan                     | ARMTV                | ARMTV                | Sirusho              |
| 2010 | Khoren Levonyan Hrachuhi Utmazyan   | Khoren Levonyan Hrachuhi Utmazyan   | ARMTV                | ARMTV                | Nazeni Hovhannisyan  |
| 2011 | Artak Vardanyan                     | Artak Vardanyan                     | ARMTV                | ARMTV                | Lusine Tovmasyan     |
| 2012 | Nessuna trasmissione                | Gohar Gasparyan Artur Grigoryan     | ARMTV                | ARMTV                | Non partecipante     |
| 2013 | André Arevik Udumyan                | Anna Avanesyan Erik Antaranyan      | ARMTV                | ARMTV                | André                |
| 2014 | Anna Avanesyan Erik Antaranyan      | Tigran Danielyan Arevik Udumyan     | ARMTV                | ARMTV                | Anna Avanesyan       |
| 2015 | Erik Antaranyan Aram Mp3            | Avet Barseghyan Arevik Udumyan      | ARMTV                | ARMTV                | Lilit Muradyan       |
| 2015 | Vahe Khanamiryan Hermine            | Avet Barseghyan Arevik Udumyan      | ARMTV                | ARMTV                | Lilit Muradyan       |
| 2016 | Avet Barseghyan                     | Avet Barseghyan                     | ARMTV                | ARMTV                | Arman Margaryan      |
| 2017 | Avet Barseghyan Gohar Gasparyan     | Avet Barseghyan Gohar Gasparyan     | ARMTV                | ARMTV                | Iveta Mukuchyan      |
| 2018 | Avet Barseghyan Felix Khachatryan   | Avet Barseghyan Felix Khachatryan   | ARMTV                | ARMTV                | Arsen Grigoryan      |
| 2019 | Avet Barseghyan Aram Mp3            | Avet Barseghyan Aram Mp3            | ARMTV                | ARMTV                | Aram Mp3             |
| 2020 | Nessuna trasmissione                | Nessuna trasmissione                | Nessuna trasmissione | Nessuna trasmissione | Nessuna trasmissione |
| 2021 | Nessuna trasmissione                | Nessuna trasmissione                | Nessuna trasmissione | Nessuna trasmissione | Nessuna trasmissione |
| 2022 | Garik Papoyan Hrachuhi Utmazyan     | Garik Papoyan Hrachuhi Utmazyan     | ARMTV ARMR           | ARMTV ARMR           | Garik Papoyan        |
| 2023 | Hamlet Arakelyan Hrachuhi Utmazyan  | Hamlet Arakelyan Hrachuhi Utmazyan  | ARMTV ARMR           | ARMTV ARMR           | Maléna               |
| 2024 | Hamlet Arakelyan Hrachuhi Utmazyan  | Hamlet Arakelyan Hrachuhi Utmazyan  | ARMTV ARMR           | ARMTV ARMR           | Brunette             |
| 2025 | Hamlet Arakelyan Hrachuhi Utmazyan  | Hamlet Arakelyan Hrachuhi Utmazyan  | ARMTV ARMR           | ARMTV ARMR           | Lusime Tovmasyan     |

Note
1. ↑  Prima semifinale
2. ↑  Seconda semifinale